# Stenli Miler
Stanley Lloyd Miller (Oakland, 7. mart 1930. - Našonal Siti, 20. maj 2007) bio je američki hemičar, poznat po svom istraživanju porekla života. Posebno je poznat po Miler-Urejevom eksperimentu, kojim je dokazao da je moguć nastanak organskih molekula iz jednostavnih neorganskih molekula delovanjem jednostavnih fizičkih pojava kao što su toplota i električna struja. Ogledom je pokušao da simuliše prilike za koje se smatralo da su postojale na Zemlji u prvim fazama nastanka.

## Životopis
Stanley Miller rođen je u Oaklandu u Kaliforniji 7. marta 1930. Studirao je na univerzitetu Berkli, gde je diplomirao 1951, a doktorirao je hemiju na univerzitetu u Čikagu 1954. Njegov mentor za sticanja doktorata bio je Harold Urej, dobitnik Nobelove nagrade za hemiju 1934.
Bavio se istraživačkim radom najpre na Kalifornijskom tehnološkom institutu (Caltech) 1954, ali nakon samo godinu dana odlazi na univerzite Kolumbija, Njujork na kojem radi sledećih pet godina. Vraća se u Kaliforniju 1960, gde dobija mesto asistenta profesora hemije na univerzitetu u San Dijegu, a od 1968. postaje postaje profesor hemije na tom univerzitetu. Bio je član američke Nacionalne akademije nauka (National Academy of Sciences), a dobio je i Oparinovu medalju za izučavanje nastanka života na Zemlji. Miler umire 2007. godine od srčane insuficijencije u 77. godini u klinici u blizini svog doma u Našonal Sitiju u Kaliforniji.

## Istraživački rad
Njegov je istraživački rad na području hemije bio usmeren na izučavanje prirodnog formiranja gasnih klatrata, na objašnjenje mehanizma delovanja anestezije, a najviše na izučavanje hemijskih početaka života. Zajedno s doktorskim mentorom Haroldom Urejem, Miller je izveo 1953. pionirski eksperiment da bi potvrdio hipotezu Aleksandra Oparina i J.B.S. Haldanea da su prvi organski molekuli na Zemlji potrebne za život nastali od jednostavnih neorganskih jedinjenja. Miler i Urej su pretpostavili da je rana Zemljina atmosfera bila redukujuća, vrlo slična onoj na spoljašnjim gasnim planetama sunčevog sistema kao npr. na Jupiteru. U Miler-Urejevom ogledu jednostavna su hemijska jedinjenja, kao amonijak, metan, vodonik i vodena para bili izloženi električnim pražnjenjima koji su simulirali munje, što je razvilo hemijske reakcije koje su kao rezultat imale formiranje niza organskih jedinjenja, između ostalog i četiri aminokiselina, molekula koji su sastavni delovi belančevina. Godine 1958. Miler je ponovio ogled u izmenjenom obliku, dodavši sumporovodonik i dobio je kao rezultat neke organske molekule koje sadrže sumpor, između ostalih i metionin.
Nakon njegove smrti 2007. neki su njegovi suradnici pronašli stare zapečaćene uzorke ogleda iz 1958. i suvremenim metodama dokazali da je broj aminokiselina i drugih organskih jedinjenja važnih za nastanak života formiranih u ogledu bio u stvari puno veći.

## Spoljašnje veze
- 'Lost' Miller-Urey experiment created more of life's building blocks
- Biography at NNDB
- Biography at Encyclopaededia Britannica
- Stanley Miller Papers MSS 642. Special Collections & Archives, UC San Diego Library.